# 苏基曼·维尔约桑佐约
苏基曼·维尔约桑佐约（1898年6月19日—1974年7月23日）一般简称苏基曼，是已故印度尼西亚政治人物，曾任印尼内政部长，是印尼第6任内阁总理，并兼任国防部长。